# Етмоліт
Етмоліт (рос.этмолит, англ. ethmolith, нім. Ethmolith m) – інтрузивне чашкоподібне і лійкоподібне тіло, яке залягає неузгоджено. Являє собою колишній магмопровідний канал.
Від (дав.-гр. ἠθμός «сито, решето» і λίθος «камінь»).  
Вважають, що етмоліт формується на пізній стадії розвитку потужного сіллу за схемою сілл > лополіт > етмоліт.